# Codex Alexandrinus
De Codex Alexandrinus (Londen, British Library), Codex A (02) is een Grieks Bijbelhandschrift uit de 5e eeuw. Het handschrift bevat bijna de gehele Bijbel, namelijk de meerderheid van de Septuagint (het Griekse Oude Testament) en het Nieuwe Testament. Samen met de Codex Sinaiticus en de Codex Vaticanus, is het een van de oudste en volledigste Bijbelse handschriften. Het is genoemd naar Alexandrië, waar het zich een aantal jaren bevond, voordat Groot-Brittannië het in de 17e eeuw in handen kreeg.

## Inhoud

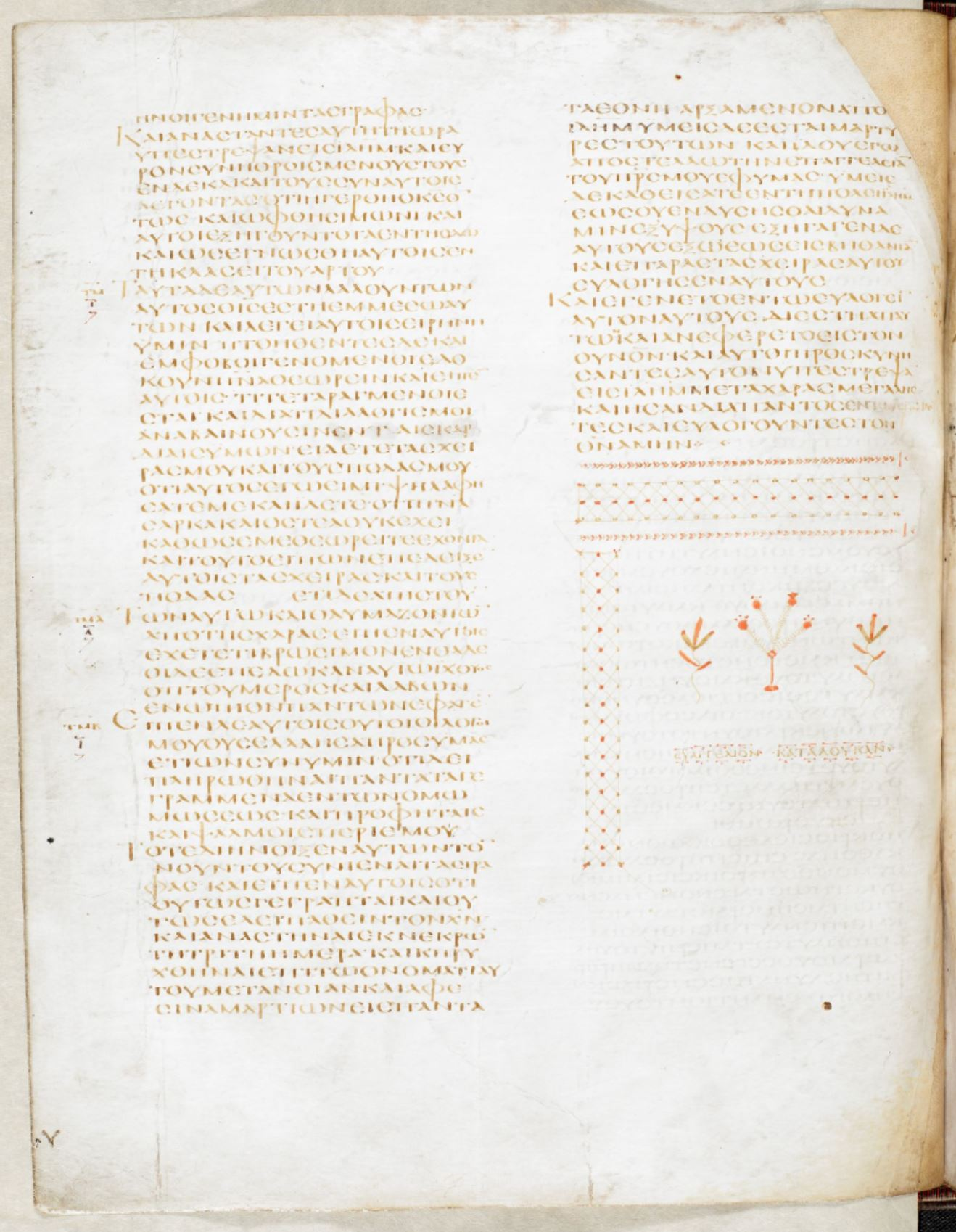
Blad 65 van de Codex Alexandrinus bevat het slot van het Evangelie volgens Lucas met een versierde afsluiting zoals aan het einde van elk boek.

De codex Alexandrinus bestaat uit twee delen. De tekst is geschreven in twee kolommen unciaal schrift, met 46 tot 52 regels per kolom en 20 tot 25 letters per regel. De eerste regels van elk boek zijn met rode inkt geschreven. Paragrafen beginnen met een grotere letter in de kantlijn. Woorden zijn doorlopend geschreven in grote, vierkante hoofdletters. Er zijn geen accenten aangebracht en slechts een paar ademhalingstekens die mogelijk door een latere schrijver zijn aangebracht.
De Codex Alexandrinus bevat de volledige Septuagint, inclusief de deuterokanonieke boeken 3 en 4 Makkabeeën, Psalm 151 en het boek Oden. De "brief aan Marcellinus", toegeschreven aan Athanasius van Alexandrië en de samenvatting van de psalmen die Eusebius maakte, bevindt zich voor het boek Psalmen.
De Codex Alexandrinus bevat ook alle 27 boeken van het modern Nieuwe Testament en bovendien de eerste brief van Clemens (zonder 57:7-63) en de preek die bekendstaat als 2 Clemens (tot aan 12:5a).
In de inhoudsopgave wordt op een appendix gewezen, die de Psalmen van Salomo noemt en waarschijnlijk nog meer apocriefe of pseudepigrafische boeken heeft bevat, maar die er afgescheurd is. De bladen die deze boeken hebben bevat, zijn verloren gegaan.
Verscheidene Bijbelgedeelten ontbreken, doordat er bladen zijn beschadigd of verloren zijn gegaan:
- Ontbrekende gedeelten: 1 Samuel 12:18-14:9 (1 blad); Psalmen 49:19-79:10 (9 bladen); Matteüs 1:1-25:6 (26 bladen); Johannes 6:50-8:52 (2 bladen); 2 Korintiërs 4:13-12:6 (3 bladen)
- Beschadigd: Genesis 14:14-17, 15:1-5, 15:16-19, 16:6-9 (het onderste gedeelte van een gescheurd blad is verloren gegaan).
- Hiaten door gescheurde bladen: Genesis 1:20-25, 1:29-2:3, Leviticus 8:6,7,16; Wijsheid van Jezus Sirach 50:21f, 51:5

De Codex Alexandrinus bevat 773 perkamenten bladen (630 in het Oude Testament en 143 in het Nieuwe Testament). Het handschrift (document) is 32 cm bij 26,4 cm groot. Oorspronkelijk waren de meeste vellen gebonden in katernen van 8 bladen, maar in de moderne tijd is het opnieuw gebonden in katernen van zes vellen. De enige versieringen in het handschrift zijn de versierde afsluitingen van de Bijbelboeken (zie illustratie). De eerste letter van een nieuwe zin lijkt steeds iets groter te zijn.

## Herkomst
Het is onbekend waar de Codex Alexandrinus oorspronkelijk vandaan komt. Een 13e of 14e-eeuwse (Arabische) aantekening op de eerst bladzijde zegt: "Moet in de Patriarchale cel in de vestingstad Alexandrië blijven. Wie het daarvandaan haalt, zal worden geëxcommuniceerd en uitgestoten. Geschreven door Athanasius de nederige".
Een 17e-eeuwse aantekening in het Latijn op een schutblad (aangebracht tijdens een opknapbeurt in een koninklijke bibliotheek) verklaart dat het manuscript in 1098 cadeau is gedaan aan het patriarchaat van Alexandrië (donum dedit cubicuo Patriarchali anno 814 Martyrum), "hoewel dit heel wel een weinig precieze poging kan zin geweest de Arabische aantekening van Athanasias te ontcijferen." De codex is in 1621 naar Constantinopel gebracht door Cyril Lucar (aanvankelijk patriarch van Alexandrië, later patriarch van Constantinopel), die het in 1627 aanbood aan koning Charles I van Engeland, zodat het deel ging uitmaken van de Royal Library, het British Museum en tegenwoordig de British Library. Het werd op 23 oktober 1731 door dr. Bentley, de bibliothecaris, gered uit de brand in Ashburnam House (de Cotton library).

## Eigenschappen van de tekst
De tekstkritiek staat voor de uitdagende taak de Codex Alexandrinus een plaats te geven te midden van de andere Bijbelse handschriften, want de relatie tot andere teksten en tekstfamilie is nog steeds omstreden. De Evangeliën van de Codex Alexandrinus hebben voornamelijk een Byzantijns teksttype, maar er is een aantal tekstkenmerken dat in de Alexandrijnse tekstfamilie gevonden wordt. In de rest van het Nieuwe Testament volgt de Codex Alexandrinus Alexandrijnse lezingen. De tekst heeft een sterke gelijkenis met de Codex Sinaiticus in de brieven van Paulus, maar lijkt elders meer verwant aan sommige Papyri, bijvoorbeeld in Handelingen van de Apostelen met P74 ; in de Openbaring van Johannes met P47.